# Коньков, Владимир Фролович
Влади́мир Фро́лович Конько́в (27 июля 1911, Москва — 15 января 2005, там же) — советский и российский тренер по боксу, преподаватель физической культуры. Работал тренером в секции спортивного общества «Химик», многолетний преподаватель МГХПА им. Строганова. Подготовил ряд титулованных боксёров, в том числе двукратного чемпиона Европы Виктора Агеева. Заслуженный тренер СССР (1965). Судья международной категории АИБА. Отличник физической культуры (1948).
Участник Великой Отечественной войны.

## Биография
Родился 14 (27) июля 1911 года в Москве в семье рабочего-революционера. Детство провёл в Нижнем Новгороде, где уже в юном возрасте подрабатывал грузчиком в порту. Во время учёбы в школе увлёкся боксом, побеждал на соревнованиях городского уровня.
Окончил автодорожный техникум. С 1934 года проходил срочную службу в РККА, находился в конвойных войсках НКВД в Горьком. В армии продолжал участвовать в различных боксёрских турнирах.
После демобилизации поступил в Государственный центральный институт физической культуры, где стал подопечным выдающегося боксёра и преподавателя Константина Васильевича Градополова. Во время учёбы дружил с будущим Героем Советского Союза Борисом Галушкиным.
Ещё в институте (который он окончил в 1941 году) Коньков начал осуществлять тренерскую деятельность, занимался подготовкой начинающих боксёров-школьников, организовывал детские боксёрские турниры.
Когда началась Великая Отечественная война, был зачислен в состав Отдельной мотострелковой бригады особого назначения НКВД СССР, участвовал в битве за Москву, затем в течение двух лет выполнял диверсионные операции в Смоленской области. Окончание войны встретил в госпитале для легкораненых в Ростоке. Награждён медалями «За боевые заслуги», «За оборону Москвы», «За победу над Германией в Великой Отечественной войне 1941—1945 гг.», орденом Отечественной войны II степени.
В 1946 году демобилизовался и вернулся в Москву, полностью посвятив себя тренерской работе. Начинал тренерскую карьеру в детской спортивной школе Ленинградского района, а с 1948 года на протяжении многих лет преподавал в Московском художественно-промышленном училище, занимал должности заведующего и доцента на кафедре физической культуры. Одновременно с этим работал тренером в секции бокса добровольного спортивного общества «Химик».
За долгие годы тренерской работы подготовил плеяду титулованных боксёров, добившихся успеха на международной арене, 11 мастеров спорта. Один из самых известных его воспитанников — заслуженный мастер спорта Виктор Агеев, двукратный чемпион Европы, четырёхкратный чемпион СССР, в будущем сделавший успешную карьеру тренера и спортивного функционера. Также в разные годы учениками Конькова являлись такие известные боксёры как В. Нефедов, В. Чернов, В. Катаев, А. Бурлаков и др. За выдающиеся достижения на тренерском поприще в 1965 году Владимир Коньков был удостоен почётного звания «Заслуженный тренер СССР». Заслуженный деятель физической культуры и спорта СССР.
Неоднократно принимал участие в соревнованиях по боксу в качестве судьи, в частности обслуживал боксёрские поединки на летних Олимпийских играх в Риме. Судья международной категории АИБА (1957).
В 2001 году награждён почётным знаком «За заслуги в развитии физической культуры и спорта».
Умер 15 января 2005 года в возрасте 93 лет. Похоронен на Кунцевском кладбище в Москве.

## Фильмография
- 1961 — Личное первенство (к/м) — эпизод
- 1972 — Бой с тенью — судья на ринге